# Sensuntepeque
Sensuntepeque es un distrito de El Salvador, cabecera del departamento de Cabañas, ubicada en la zona paracentral del país. Está situada a 83 km al noreste de la capital, San Salvador, y a una altitud de 820 m s. n. m.
Tiene una población de 35.916 habitantes, y una extensión territorial de 306,33 km². Está subdividido geográficamente en 22 cantones y 236 caseríos en la zona rural. La zona urbana se divide en cuatro populosos barrios y 28 colonias.

## Etimología
Sensuntepeque, vocablo adaptado de Centzuntepec, previene centzun, cuatrocientos, término que se usa también como sinónimo de “muchos” y “grande” y que en la escritura jeroglífica era representado por una pluma o una espiga de maíz; y Tepec, cerro montaña.
En consecuencia, Sensuntepeque significa “Cerro Grande”, etimología que está de acuerdo con la antigua tradición que refuta “que primitivamente estuvo situado en la cima del Cerro Grande, que está al N. NE. de la población actual. (Santiago I. Barberena).
Algunos etimólogos traducen tal nombre por “muchos cerros” o “cuatrocientos cerros”, pero tal etimología es incorrecta, pues la lectura de los nombres geográficos Indígenas debe comenzarse por la raíz desinencial, o sea de derecha a izquierda.
Si los Yaquis o pipiles conquistadores, que se mezclaron con los lencas conquistados, hubieran querido llamara a tal lugar “muchos cerros” o “cuatrocientos cerros”, habrían dicho Tepezunti o Tepecentzunti (corrupto el vocablo por la fonética castellana, Tepezontes); pero nunca Sensuntepeque. Otra acepción “Los innumerables cerros”. La evolución gráfica del topónimo Sensuntepeque es la siguiente: Cencontepeque (1548), Zenzontepeque (1689), Santa Bárbara de Sensuntepeque (1740 a 1765), Sensuntepeque (1807).

## Historia
Sensuntepeque es una población cuyos orígenes se remontan a lejanos años de la época precolombina, la localidad fue fundada por Pipiles en el año 1550. En 1799 se convirtió en cabecera del partido de Titihuapa. El 20 de diciembre de 1811, sus pobladores se alzaron contra el dominio colonial español.

### Pos-independencia
Proclamada la independencia en 1821, durante el gobierno de José María Cornejo (1829-1832) recibió el título de villa.
En el 27 de enero de 1865 la cámara de diputados, considerando su población, riqueza, ornato y cultura de sus habitantes, decretó conferile el título de ciudad a la villa; este decreto fue aprobado por la cámara de senadores en el 3 de febrero. El presidente Francisco Dueñas aprobó el decreto legislativo confiriendo el título de ciudad a la villa de Sensuntepeque en el 4 de febrero de 1865. El decreto es publicado en el periódico oficial del gobierno El Constitucional en el alcance al número 73 del tomo 1 publicado en el lunes 6 de marzo.
La sociedad de Sensuntepeque empezó a reconocer una necesidad de destinar un lugar que sirva de recreo público en la ciudad y consideraron que la plaza principal sería el lugar más apropiado; por tanto, en octubre de 1903 fue fundada la Sociedad Constructora del Parque Central de Sensuntepeque y su reglamento fue aprobado por el gobierno en el 22 de marzo de 1904.

## Toponimia
Según confirma la toponimia regional, fue fundada por tribus lencas a fines del siglo XV, empero guerreros yaquis o pipiles incursionaron por esta población y le cambiaron su nombre primitivo, por el que aún ostenta, que es de genuina procedencia y estructura náhuatl. [cita requerida]

## Demografía
Sensuntepeque es la cabecera departamental de Cabañas cuenta con 46 mil habitantes y una extensión territorial de 306,33 km² que se distribuyen en 22 cantones y 236 caseríos en la zona rural. La zona urbana se divide en cuatro populosos barrios y 28 colonias.

## Geografía
Se encuentra ubicado en la zona para-central del país, a una altitud de 820 m s. n. m., a escasos 84 km de la ciudad capital (San Salvador), 
Bañado por el río Lempa, donde se desarrolla la pesca artesanal así como la generación de energía eléctrica al país por medio de la central hidroeléctrica 5 de noviembre ubicada en el cantón San Nicolás.

## Fiestas y tradiciones
En Sensuntepeque se celebran dos festividades patronales. Del 24 de noviembre al 5 de diciembre tiene lugar la festividad en honor a Santa Bárbara, y el 15 de agosto la fiesta de la Virgen del Tránsito. 
Además, en el distrito existen diferentes tradiciones que se llevan a cabo durante el año. Entre ellas están: 
- Los Fogones: Tradición en la que, cada 7 de diciembre, los habitantes de la localidad recolectan hojas y las queman en la cuneta a las seis de la tarde. Además, esto se da en la celebración de la víspera de la Virgen de Concepción.
- Servir y comer riguas con leche recién ordeñada.
- Las “Recordadas”: Una especie de serenatas realizadas a las cinco de la mañana, durante las fiestas patronales del municipio, en honor a Santa Bárbara.
- La Corrida del Ángel: Celebrada cada Domingo de Resurrección. En ella, a las cuatro de la madrugada, una figura de ángel sale desde la iglesia Santa Bárbara hasta la iglesia El Calvario, donde salen otras imágenes para dar inicio a la procesión de los farolitos.

## Personas destacadas

### Antonia Velasco
Antonia Velasco es reconocida en el municipio de Sensuntepeque por sus aportes en temas de educación. Ayudó a fundar el Colegio Santa Teresita del Niño Jesús, para ofrecer educación a los habitantes del municipio. También solicitó y tramitó la apertura de la Escuela Dominical de Alumnas, en la zona rural del municipio. Las primeras profesoras de la escuela fueron exalumnas de Antonia. Finalmente, fue la escritora del libro “Hechos Históricos de Sensuntepeque”, que rescató información del municipio que, de no haber sido publicada por su persona, se habrían perdido en la historia.